# لام كا سنغ
لام كا سنغ (بالصينية: 林嘉誠) هو لاعب كرة قدم صيني في مركز الوسط، ولد في 28 مايو 1994 في ماكاو في الصين. لعب مع Chao Pak Kei ‏.

## وصلات خارجية
- لام كا سنغ على موقع قاعدة بيانات كرة القدم.إي يو (الإنجليزية)
- لام كا سنغ على موقع ناشيونال فوتبول تيمز (الإنجليزية)
- لام كا سنغ على موقع Soccerway.com (الإنجليزية)